# Liste der Kulturdenkmale in Dobritz (Dresden)
Die Liste der Kulturdenkmale in Dobritz umfasst jegliche Kulturdenkmale der Dresdner Gemarkung Dobritz basierend auf dem Themenstadtplan Dresden.

## Legende
- Bild: Bild des Kulturdenkmals, ggf. zusätzlich mit einem Link zu weiteren Fotos des Kulturdenkmals im Medienarchiv Wikimedia Commons. Wenn man auf das Kamerasymbol klickt, können Fotos zu Kulturdenkmalen aus dieser Liste hochgeladen werden:
- Bezeichnung: Denkmalgeschützte Objekte und ggf. Bauwerksname des Kulturdenkmals
- Lage: Straßenname und Hausnummer oder Flurstücknummer des Kulturdenkmals. Die Grundsortierung der Liste erfolgt nach dieser Adresse. Der Link (Karte) führt zu verschiedenen Kartendiensten mit der Position des Kulturdenkmals. Fehlt dieser Link, wurden die Koordinaten noch nicht eingetragen. Sind diese bekannt, können sie über ein Tool mit einer Kartenansicht einfach nachgetragen werden. In dieser Kartenansicht sind Kulturdenkmale ohne Koordinaten mit einem roten bzw. orangen Marker dargestellt und können durch Verschieben auf die richtige Position in der Karte mit Koordinaten versehen werden. Kulturdenkmale ohne Bild sind an einem blauen bzw. roten Marker erkennbar.
- Datierung: Baubeginn, Fertigstellung, Datum der Erstnennung oder grobe zeitliche Einordnung entsprechend des Eintrags in der sächsischen Denkmaldatenbank
- Beschreibung: Kurzcharakteristik des Kulturdenkmals entsprechend des Eintrags in der sächsischen Denkmaldatenbank, ggf. ergänzt durch die dort nur selten veröffentlichten Erfassungstexte oder zusätzliche Informationen
- ID: Vom Landesamt für Denkmalpflege Sachsen vergebene, das Kulturdenkmal eindeutig identifizierende Objekt-Nummer. Der Link führt zum PDF-Denkmaldokument des Landesamtes für Denkmalpflege Sachsen. Bei ehemaligen Kulturdenkmalen können die Objektnummern unbekannt sein und deshalb fehlen bzw. die Links von aus der Datenbank entfernten Objektnummern ins Leere führen. Ein ggf. vorhandenes Icon  führt zu den Angaben des Kulturdenkmals bei Wikidata.

## Liste der Kulturdenkmale in Dobritz
| Bild                                    | Bezeichnung | Lage                                             | Datierung                                                           | Beschreibung | ID       |
| --------------------------------------- | --- | ------------------------------------------------ | ------------------------------------------------------------------- | --- | -------- |
|                                         | Palitzschhof (ehem.): Wohnhaus und Seitengebäude eines großen Dreiseithofes                                                       | Altdobritz 2 (Karte)                             | bezeichnet 1827 (Wohnhaus)                                          | ehemaliger Gutshof von Carl Gottlob Palitzsch, Seitengebäude mit Fachwerk, bau-, personen- und stadtentwicklungsgeschichtlich bedeutend | 09213613 |
|                                         | Wohnhaus, Stallgebäude, Scheune und Seitengebäude eines ehem. Dreiseithofes                                                       | Altdobritz 3 (Karte)                             | bezeichnet 1832 (Wohnhaus), bezeichnet 1815 (Scheune)               | bau- und stadtentwicklungsgeschichtlich bedeutend | 09213614 |
|                                         | Wohnhaus, Remisengebäude und Toranlage eines Zweiseithofes                                                                        | Altdobritz 5 (Karte)                             | um 1800 (Wohnhaus)                                                  | zweigeschossiges Wohnhaus über winkeligem Grundriss mit Krüppelwalmdach, südliches Seitengebäude (ehem. Remise), eingeschossig mit Zwillingsfenstern im Giebel, baugeschichtlich und ortsgeschichtlich von Bedeutung | 09213616 |
|                                         | Dobritzer Mühle; Zwirnmühle: Gehöft bestehend aus Mühlengebäude mit seitlicher Vorlaube und Torhaus sowie Wohnhaus einschl. Anbau | Altdobritz 14; 15 (Karte)                        | bezeichnet 1789 (Mühle)                                             | straßenbildprägendes, geschlossenes Ensemble, Gebäude mit Fachwerk bau- und stadtentwicklungsgeschichtlich bedeutend | 09213620 |
|                                         | Villa | Breitscheidstraße 5 (Karte)                      | um 1890 (Villa)                                                     | landhausartiges Gebäude in offener Bebauung, mit Anklängen an den Schweizerhausstil, baugeschichtlich von Bedeutung | 09213624 |
|                                         | Doppelmietshaus in offener Bebauung                                                                                               | Breitscheidstraße 15; 17 (Karte)                 | um 1912 (Doppelmietshaus)                                           | historisierender dreigeschossiger Putzbau mit Rustizierung im Erdgeschoss, gestalteten Überdachungen der Eingangsbereiche, Natursteinfaschen und Putzspiegel (bei Nummer 15) als gestaltende Elemente der Fassade, baugeschichtlich und städtebaulich von Bedeutung | 09213630 |
|                                         | Wohnhaus in offener Bebauung | Breitscheidstraße 19 (Karte)                     | 1. H. 19. Jh. (Wohnhaus)                                            | ursprünglich erhaltenes, maßstäbliches Häusleranwesen, baugeschichtlich und als Teil von Altdobritz siedlungsgeschichtlich von Bedeutung | 09217728 |
|                                         | Alte Schmiede: Wohnhaus, Seitengebäude und Mauerrest                                                                              | Breitscheidstraße 27 (Karte)                     | um 1850 (Wohnhaus)                                                  | zweigeschossiges Wohnhaus mit Krüppelwalmdach, giebelständiges Seitengebäude (ehem. Schmiede) und daran straßenseitig angeschlossener Rest einer Mauer, baugeschichtlich, ortsgeschichtlich und ortsentwicklungsgeschichtlich von Bedeutung | 09217729 |
|                                         | Mietshaus in Ecklage und offener Bebauung                                                                                         | Breitscheidstraße 37 (Karte)                     | um 1898 (Mietshaus)                                                 | dreigeschossiges Mietshaus mit Klinkerfassade, Gliederung der Fassade durch farblich abgesetzte Klinker an Kanten und Fassadenvorsprüngen sowie Gurtgesims zwischen Erdgeschoss und erstem Obergeschoss, städtebauliche Akzentuierung durch Turmaufbau und Giebelgestaltung, baugeschichtlich und stadtentwicklungsgeschichtlich von Bedeutung                           | 09213631 |
|                                         | Mietshaus in Ecklage und offener Bebauung                                                                                         | Breitscheidstraße 45 (Karte)                     | um 1900 (Mietshaus)                                                 | dreigeschossiger Putzbau mit Laden, Mansarddach, Natursteinfaschen und Fensterüberdachungen, städtebauliche Betonung der Ecke durch turmartigen Aufbau des Daches und Balkon, baugeschichtlich und städtebaulich von Bedeutung | 09213632 |
| Weitere Bilder                          | Dresdner Gardinen- und Spitzenmanufaktur AG (ehem.): Fabrikgebäude (Gebäude A) und Kriegerdenkmal im Vorhof                       | Breitscheidstraße 78 (Karte)                     | um 1912 (Fabrik), nach 1918 (Kriegerdenkmal)                        | langgestreckter Stahlskelettbau mit Mansardwalmdach, im Gebäude beachtliche Treppenausstattung mit Kacheln, Geländern, Gittern, Türeinfassungen usw., gestalterisch bemerkenswerter Industriebau aus dem Anfang des 20. Jahrhunderts, baugeschichtlich und industriegeschichtlich von Bedeutung                                                                          | 09213619 |
|                                         | Mietvilla mit Anbau | Breitscheidstraße 79 (Karte)                     | bezeichnet 1905 (Villa)                                             | markanter Bau mit Mansarddach, Akzentuierung des Zierfachwerkes im Dachgeschossbereich durch geschwungene Jugendstilelemente, baugeschichtlich von Bedeutung | 09213641 |
|                                         | Villa mit Einfriedung | Breitscheidstraße 84 (Karte)                     | um 1920 (Fabrikantenvilla)                                          | Fabrikantenvilla des Mitbegründers der »Dresdner Gardinen- und Spitzenmanufaktur AG« Georg Marwitz, repräsentativer Putzbau mit auskragendem Walmdach, Gestaltung der Traufunterseiten, Gauben mit Ornamentik im geometrischen Jugendstil, Beispiel versachlichter Architektur nach 1900, baugeschichtlich, künstlerisch und ortsentwicklungsgeschichtlich von Bedeutung | 09213642 |
|                                         | Mehrfamilienhäuser (Kadenstraße 23, 25, 27, 29, 31 und Franz-Mehring-Straße 15, 17) einer Wohnanlage                              | Franz-Mehring-Straße 15; 17 (Karte)              | um 1929 (Mehrfamilienhaus)                                          | dreigeschossige Mehrfamilienhäuser in Blockrandbebauung entlang der Kadenstraße und Franz-Mehring-Straße, in traditioneller Bauweise mit verblendetem Sockel errichtet, Akzentuierung der Fassade mittels expressionistischer Stilelemente im Bereich der Fenster und der Eingangsbereiche, baugeschichtlich und städtebaulich von Bedeutung                             | 09217724 |
|                                         | Wohnhausgruppe mit Einfriedung | Georg-Marwitz-Straße 20; 22; 24 (Karte)          | um 1911 (Wohnhaus)                                                  | versachlichte Architektur nach 1900, zurückhaltende und wenige, aber akzentuierende Schmuck- und Gliederungselemente (siehe auch Objekt 09213628 – Georg-Marwitz-Straße 26, 28 sowie Objekt 09213629 – Georg-Marwitz-Straße 30), baugeschichtlich und stadtentwicklungsgeschichtlich bedeutend                                                                           | 09213627 |
|                                         | Wohnanlage | Georg-Marwitz-Straße 25; 27; 29; 31; 33 (Karte)  | bezeichnet 1911–1913 (Mehrfamilienwohnhaus)                         | errichtet für den Spar- und Bauverein Dobritz, finanzielle Unterstützung durch die Dresdner Gardinen- und Spitzenmanufaktur, U-förmiger Grundriss, noble, versachlichte Architektur nach 1900, zurückhaltende Bauschmuck akzentuierend, baugeschichtlich, personengeschichtlich und stadtentwicklungsgeschichtlich bedeutend mit Kadenstraße 2                           | 09213626 |
|                                         | Doppelwohnhaus mit Einfriedung in offener Bebauung                                                                                | Georg-Marwitz-Straße 26; 28 (Karte)              | um 1911 (Doppelwohnhaus)                                            | versachlichte Architektur nach 1900, zurückhaltende und wenige, aber akzentuierende Schmuck- und Gliederungselemente, (siehe auch Objekt 09213627 – Georg-Marwitz-Straße 20, 22, 24 sowie Objekt 09213629 – Georg-Marwitz-Straße 30), baugeschichtlich und stadtentwicklungsgeschichtlich bedeutend                                                                      | 09213628 |
|                                         | Wohnhaus mit Einfriedung in offener Bebauung                                                                                      | Georg-Marwitz-Straße 30 (Karte)                  | um 1913 (Wohnhaus)                                                  | versachlichte Architektur nach 1900, zurückhaltende und wenige, aber akzentuierende Schmuck- und Gliederungselemente (siehe auch Objekt 09213627 – Georg-Marwitz-Straße 20, 22, 24 sowie Objekt 09213628 – Georg-Marwitz-Straße 26, 28), baugeschichtlich und stadtentwicklungsgeschichtlich bedeutend                                                                   | 09213629 |
|                                         | Wohnanlage | Kadenstraße 2 (Karte)                            | bezeichnet 1911–1913 (Mehrfamilienwohnhaus)                         | errichtet für den Spar- und Bauverein Dobritz, finanzielle Unterstützung durch die Dresdner Gardinen- und Spitzenmanufaktur, U-förmiger Grundriss, noble, versachlichte Architektur nach 1900, zurückhaltende Bauschmuck akzentuierend, baugeschichtlich, personengeschichtlich und stadtentwicklungsgeschichtlich bedeutend mit Georg-Marwitz-Straße 25; 27; 29; 31; 33 | 09213626 |
|                                         | Mehrfamilienhäuser (Kadenstraße 23, 25, 27, 29, 31 und Franz-Mehring-Straße 15, 17) einer Wohnanlage                              | Kadenstraße 23; 25; 27; 29; 31 (Karte)           | um 1929 (Mehrfamilienhaus)                                          | dreigeschossige Mehrfamilienhäuser in Blockrandbebauung entlang der Kadenstraße und Franz-Mehring-Straße, in traditioneller Bauweise mit verblendetem Sockel errichtet, Akzentuierung der Fassade mittels expressionistischer Stilelemente im Bereich der Fenster und der Eingangsbereiche, baugeschichtlich und städtebaulich von Bedeutung                             | 09217724 |
|                                         | Doppelwohnhaus in offener Bebauung                                                                                                | Kadenstraße 34; 36 (Karte)                       | um 1929 (Doppelwohnhaus)                                            | in traditioneller Bauweise mit Walmdach errichteter Putzbau, Belebung der symmetrisch angeordneten, mit Seitenrisaliten gegliederten Fassade, Eckquaderungen und expressionistische Stilelemente im Bereich der Giebel, baugeschichtlich und stadtentwicklungsgeschichtlich von Bedeutung                                                                                | 09213638 |
|                                         | Wohnhaus in offener Bebauung | Kadenstraße 46 (Karte)                           | um 1920 (Wohnhaus)                                                  | dreigeschossiger Putzbau mit flachem Walmdach und Klinker verblendetem Sockel, horizontale Fassadengliederung durch Fenstergesimse und Betonung der Schaufassade nach Osten durch Fassadenvorsatz mit expressionistischen Stilelementen, baugeschichtlich und künstlerisch von Bedeutung                                                                                 | 09213636 |
|                                         | Wohnhaus in offener Bebauung | Kadenstraße 59 (Karte)                           | 1924 (Wohnhaus)                                                     | zweigeschossiger Putzbau mit Walmdach über winkeligem Grundriss, Klinker verblendeter Sockel und Belebung der Fassade durch expressionistische Gestaltungselemente, baugeschichtlich und künstlerisch von Bedeutung | 09213637 |
|                                         | Ehem. Drescherhaus | Pirnaer Landstraße 32 (Karte)                    | 2. H. 18./1. H. 19. Jh. (Bauernhaus)                                | zweigeschossiger, giebelständiger Putzbau mit steilem Satteldach, Zeugnis der ehemaligen Dorfstruktur, baugeschichtlich und ortsgeschichtlich von Bedeutung | 09213621 |
|                                         | Ehem. Drescherhaus mit Anbau | Pirnaer Landstraße 34 (Karte)                    | 2. H. 18./1. H. 19. Jh. (Bauernhaus)                                | zweigeschossiger, giebelständiger Putzbau mit Schleppdach, Zwillingsfenster im Dachgeschoss, Zeugnis der ehemaligen Dorfstruktur Dobritz, baugeschichtlich und ortsgeschichtlich von Bedeutung | 09213622 |
|                                         | Wohnhaus und Seitengebäude eines ehemaligen Vorwerks oder Stadtguts                                                               | Pirnaer Landstraße 36; 36a; 36b; 36c; 38 (Karte) | 2. H. 19. Jh. (Bauernhaus)                                          | vergleichsweise aufwendige ländliche Bauten aus der zweiten Hälfte des 19. Jahrhunderts, im Seitengebäude durchgehender Stall mit Säulen und beeindruckendem Gewölbe, exemplarisches und besonders erhaltenswertes Zeugnis bäuerlicher Architektur seiner Zeit, vor allem baugeschichtlich bedeutend                                                                     | 09213623 |
| Weitere Bilder                          | Alte und Neue Schule Dobritz: Komplex aus zwei Schulgebäuden, das ältere mit rückwärtiger Turnhalle                               | Pirnaer Landstraße 55 (Karte)                    | bezeichnet 1883 (Alte Schule), 1923 (Turnhalle), 1908 (Neue Schule) | typische Bauten für die Architektur des Historismus, baugeschichtlich bedeutend, zudem ortsgeschichtlich von Belang | 09213611 |
|                                         | Mehrfamilienhaus einer Wohnanlage                                                                                                 | Sorbenstraße 6 (Karte)                           | um 1925 (Mehrfamilienwohnhaus)                                      | zweigeschossiger Putzbau mit ausgebautem Mansarddach, Teil einer Wohnanlage (siehe Objekt 09217726 – Sorbenstraße 8 und Objekt 09217727 – Sorbenstraße 10, 12, 14), baugeschichtlich von Bedeutung | 09213640 |
|                                         | Mehrfamilienhaus mit Einfriedung                                                                                                  | Sorbenstraße 7; 7b; 9 (Karte)                    | um 1925 (Mehrfamilienwohnhaus)                                      | dreigeschossiger Putzbau mit Walmdach, horizontale Fassadengliederung durch Fenstergesimse, Klappläden im Erdgeschoss und expressionistische Gestaltungselemente, baugeschichtlich von Bedeutung | 09217725 |
| Direkt Bild zu diesem Denkmal hochladen | Mehrfamilienhaus einer Wohnanlage                                                                                                 | Sorbenstraße 8 (Karte)                           | um 1925 (Mehrfamilienwohnhaus)                                      | zweigeschossiger Putzbau mit ausgebautem Mansarddach, Teil einer Wohnanlage (siehe Objekt 09213640 – Sorbenstraße 6 und Objekt 09217727 – Sorbenstraße 10, 12, 14), baugeschichtlich von Bedeutung | 09217726 |
|                                         | Mehrfamilienhaus einer Wohnanlage                                                                                                 | Sorbenstraße 10; 12; 14 (Karte)                  | um 1925 (Mehrfamilienwohnhaus)                                      | zweigeschossiger Putzbau mit Walmdach, Teil einer Wohnanlage, (siehe Objekt 09213640 – Sorbenstraße 6 und Objekt 09217726 – Sorbenstraße 8), baugeschichtlich von Bedeutung | 09217727 |
|                                         | Wohnhaus mit Einfriedung in offener Bebauung                                                                                      | Vollmarstraße 2 (Karte)                          | um 1928 (Wohnhaus)                                                  | charakteristisches Holzhaus der 1920er Jahre, bauliches Zeugnis der Architekturbewegung jener Zeit, preiswert und solide gestaltete Wohnhäuser auch in Fertigteilbauweise anzubieten, baugeschichtlich von Bedeutung | 09213633 |
|                                         | Wohnhaus in offener Bebauung | Vollmarstraße 4 (Karte)                          | um 1928 (Wohnhaus)                                                  | zweigeschossiger Putzbau mit Walmdach und Erker, baugeschichtlich von Bedeutung | 09213634 |
|                                         | Doppelwohnhaus mit Einfriedung in offener Bebauung                                                                                | Vollmarstraße 5; 5b (Karte)                      | um 1928 (Doppelwohnhaus)                                            | zweigeschossiger Putzbau in traditioneller Bauweise mit Walmdach und Hecht- bzw. Giebelgaupen, Belebung der Fassade durch Klappläden und mittigem Vorbau, baugeschichtlich von Bedeutung | 09213635 |